# Pion István
Pion István (Vác, 1984. június 11. –) magyar költő, író, slammer, újságíró, szerkesztő, amatőr színész.

## Tanulmányai
Gyerekkorát Letkésen töltötte, az Árpád Fejedelem Általános Iskola hatodik osztályát követően, 13 évesen került Esztergomba, ahol két éven át a hatosztályos Szent István Gimnázium tanulója volt, majd a Temesvári Pelbárt Ferences Gimnáziumba és Kollégiumba került, itt érettségizett 2002-ben. A Pázmány Péter Katolikus Egyetem Bölcsészettudományi Karán kommunikáció–magyar szakon abszolvált.

## Pályája
Első egyetemi évei alatt találkozott a Dokk.hu irodalmi kikötő közösségével, ahol Lackfi Jánosnak és Jónás Tamásnak köszönhetően kezdett mélyebben foglalkozni a költészettel. 2007 áprilisától szerkesztője lett az irodalmi kikötőnek, akkor a szerkesztőség legfiatalabb tagja volt. Egyik alapítója az Előszezon irodalmi csoportnak. Az egyetemen rendszeresen látogatta Lackfi János és Vörös István kreatív írás előadásait és szemináriumait.
Kulturális újságíróként és szerkesztőként 2008-tól dolgozott a Magyar Hírlapnál, 2011 októberétől a Magyar Nemzet kulturális rovatánál szerkesztőként, rovatvezető-helyettesként, újságíróként dolgozott a nyomtatott és internetes változatban egyaránt. 2011 májusától egy éven át volt főszerkesztője a XV. kerületi ÉLETképek című közéleti lapnak. 2017 szeptemberében igazolt a Zoom.hu kulturális rovatához, ahol a lap megszűnéséig, 2018 decemberéig dolgozott.
Versei 2006 óta jelennek meg folyóiratokban, újságokban, antológiákban. 2009-ben nyert felvételt a József Attila Körbe. Első verseskötetének anyaga tíz év munkáját foglalja össze, 2013. április 11-én jelent meg Atlasz bírja címmel a Helikon Kiadó gondozásában. Szerkesztőként számos könyvet jegyez. A magyar slam poetry egyik kiemelkedő alakja, az első Országos Slam Poetry Bajnokság 3. helyezettje. Csider István Zoltánnal párban alkotják a Csion bölcsei team slamformációt.
Első filmszerepére Nemes Jeles László kérte fel, az Oscar-díjas Saul fiában játszotta Katzot, azt az auschwitzi sonderkommandóst, aki lefényképezte, ahogyan a kommandó tagjai holttesteket égetnek el a tábor területén. Nemes Jeles László Napszállta című második nagyjátékfilmjében is szerepet kapott, Otto von König sofőrjét alakította. Grosan Cristina A legjobb dolgokon bőgni kell című nagyjátékfilmjében Zoltán szerepét játszotta.
2020-2021 között egy éven át a Pesti Hírlap napilap főszerkesztője, ahonnan "félrevezető címlapok miatt" távozott 2021 októberében.
2022 augusztusától Óbuda-Békásmegyer Önkormányzata lapjának, az Óbuda Újságnak a főszerkesztője.

## Verseskötet
- Atlasz bírja (Helikon Kiadó, 2013)

## Általa szerkesztett és válogatott könyvek
- Petőfi Sándor versei (Móra Ferenc Ifjúsági Könyvkiadó, Reposzt sorozat, 2017 – a verseket válogatta, jegyzetekkel látta el)
- Slam. Pont 2 – Győrfi Kata, Kövér András, Simon Márton (Libri Könyvkiadó, 2015 – Csider István Zoltánnal közösen)
- Slam. Pont – André Ferenc, Mavrák Kata Hugee, Süveg Márk Saiid (Libri Könyvkiadó, 2014 – Csider István Zoltánnal közösen)
- Davide Enia: Úgy a földön is (Libri Könyvkiadó, 2013)
- Szilágyi György: Hibaaprólék – liba nélkül (Gabbiano Print, 2011)

## Filmek
- Saul fia (2015) – Katz
- Napszállta (2018) – Otto von König sofőrje
- A legjobb dolgokon bőgni kell (premier: 2020) – Zoltán

## Díjai
- Letkés község Közművelődési és Oktatási Díja – 2013
- Pulitzer Szülővárosának Díja (a Makói Önkormányzat és a Magyar Újságírók Országos Szövetségének közös díja) – 2009
- Sinkó Ferenc-díj (a Magyar Katolikus Újságírók Szövetségének díja) – 2009